# スウィフト- SULE
スウィフト- SULE
- 用途：成層圏プラットフォーム
- 分類：無人航空機(UAV)
- 製造者：スウィフト・エンジニアリング [1]。
- 初飛行：2020年
- 運用状況：運用中

スウィフト- SULE 英: Swift Ultra Long Endurance (SULE) は、スウィフト・エンジニアリング によって製造された高高度成層圏プラットフォーム航空機である。高度 60,000 フィート (18.3 km) 以上で自律飛行するように設計されている。

## スペック
- 飛行高度：60,000 ft (18.3km)
- 巡航速度：15knots(27km/h)
- サイズ：翼幅 (73ft：22.3m)
- 機体重量：175lb(79.4kg)
- ペイロード：15lb (6.8kg) ※スケールアップ可
- 動力：ソーラー発電
- 飛行日数：30日以上　※機体回収可能

## 使用例
- 航空管制(航空管制、通信リレー）
- 宇宙航行学 (衛星設備テスト)
- 災害対応 (被害地域の把握、非常通信網の開設)
- 海洋調査 (沿岸警備、海洋侵入者探索)
- 漁業 (魚群及び赤潮観測)
- 異常気象 (豪雨、落雷、竜巻)
- 火災 (損害評価、CO2/O2 流量観測)
- 農業 (灌漑、生育状況、生産量予測)

## 最初の試験飛行
- 2020年7月、ニューメキシコ州のスペースポート・アメリカで、NASAの全面協力のもと初の試験飛行を実施した。[3]。
- 2024年9月29日～30日、ニューメキシコ州のスペースポート・アメリカで、平均海面高度 55,904Feet（約17km）において、24時間超の滞空記録を達成したと発表しました。前回の滞空高度記録25,000 Feetを２倍以上更新した。[4]